# 2011년 튀르키예 총선
제17대 튀르키예 총선은 튀르키예 대국민의회 의원 550인을 선출하기 위해 2011년 6월 12일에 치러졌다. 2007년에 있었던 개헌 국민투표 결과에 따라, 지난 총선으로부터 기존의 5년 대신 4년이 지나고 나서 열리게 되었다.
2011년 총선은 현 집권당인 정의개발당 (AKP)의 세번째 연이은 승리로 막을 내렸다. 전체 투표의 49.8% 득표에 327석을 확보했고, 레제프 타이이프 에르도안 당 대표는 3선을 거두며 총리직을 이어나갔다. 정의개발당의 지지율은 2007년 총선보다 3.2%, 2009년 지선보다 11.4%가 올랐다. 이러한 대승은 2008년 금융위기 이후 꾸준한 경기 회복이 이어진 것은 물론, 이즈미르 교외 철도 및 고속철도 노선과, 아마지아, 괵체아다, 가지파샤 공항 등의 여러 건설 사업들을 완료한 것에서 크게 기인했다.
공화인민당 (CHP) 역시 득표율 26.0%에 135석을 확보해 지지율 증가를 보였다. 반면 국민운동당 (MHP)은 13.0%에 53석으로, 2007년에 비해 지지율이 하락했다. 2011년 총선은 정의개발당에서 2010년 데니즈 바이칼을 대신해 자리에 오른 신임 대표 케말 클르치다로루가 참여한 첫 총선이기도 했다.
그러나 2011년 튀르키예 총선은 쿠르드 노동자당 (PKK)이 주도한 폭력 사태로 엉망이 되기도 했으며, 이들에 대하여 튀르키예 정부와 유럽 연합, 미국은 테러 조직으로 인식했다.

## 배경
2010년 개헌 국민투표로 탄력을 받은 정의개발당 대표들은 2011년 총선 전까지 새 헌법을 제정할 것이라고 밝혔다.

## 선거 제도

### 선거일
2011년 3월 3일, 튀르키예 국회는 6월 12일을 총선일로 정한다는 정당규정법 개정안을 통과시켰다. 법안은 2월 21일 여당인 정의개발당에서 발의했고, 정기국회에서 무기명 투표로 통과됐다. 정의개발당은 고등학교 입시 (SBS)와 대학 입시 고사 (LYS)가 열리는 6월 일정을 고려하여 6월 12일이 선거일로 적절하다고 지적했다. 여름철 더위도 선거일 선택 과정 중에서 높은 투표율 추구를 위한 고려 대상이었다.

### 선거법과 규정 개정
지난해 국회에서 튀르키예 선거법 개정 관련 법안이 통과돰에 따라, 튀르키예 유권자들은 2011년 총선에서 몇가지 새로운 규절과 개편을 맞게 되었다. 이런 변화는 튀르키예 선거운동 규정을 유럽 국가 수준으로 끌어올리기 위해 시행된 것이다.
- 총선 출마 가능 연령이 30세에서 25세로 줄었다.
- 나무 투표함이 강플라스틱 투표함으로 바뀌었다. 투표함이 투명하고 파손 방지, 열 차단을 할 수 있다.
- 기표소가 더욱 튼튼하고 안전하며 투표에 적합한 모습으로 개선되었다.
- 투표용투가 더 커지고 각 투표 종류에 맞는 색을 가지게 되었다.
- 선거운동이 이제 해가 지고 나서 두시간 뒤까지 허용되었다. 기존의 선거법상으로 해 진 뒤의 선거 운동은 금지됐었다.
- 신원 등록번호를 댈 수 있는 국민이라면 공식적인 신원증명수단 없이도 투표가 가능하게 되었다.
- 투표 행사를 방해한 사람은 최소 징역 3년에서  5년까지의 처벌을 받게 되었다.

해외에 거주하는 튀르키예 유권자에게는 전자투표 도입이 불가능하기에, 거주하고 있는 해당 국가에서 투표를 행사할 수 있도록 별개의 선거가 치러질 예정이다. 따라서 해외 튀르키예 유권자는 영사관에서 투표를 해야 한다.

### 선거구
각 주별 의원 수는 최신 인구 통계에 따라 배분된다. 이스탄불 지역구의 원내 의원 수는 15인까지 늘었으며, 앙카라는 3인, 이즈미르는 2인까지 추가됐다. 그리고 안탈리아, 디야르바키르, 반, 시르나크는 각각 원내 의원이 1인씩 늘었다. 두 선거구로 나뉜 앙카라는 각각 15인과 16인의 의원을, 세 선거구로 나뉜 이스탄불은 각각 30인, 27인, 28인의 의원을, 두 선거구로 나뉜 이즈미르는 각각 모두 13인의 의원을 내게 된다.
| 각 주별 의원 수 | 각 주별 의원 수 | 각 주별 의원 수 | 각 주별 의원 수 | 각 주별 의원 수 | 각 주별 의원 수 | 각 주별 의원 수 |
| --- | --- | --- | --- | --- | --- | --- |
| - 아다나주 14 - 아디야만주 5 - 아피온카라히사르주 5 - 아리주 4 - 아마시아주 3 - 앙카라주 제1구 15 - 앙카라주 제2구 16 - 안탈리아주 14 - 아르트빈주 2 - 아이딘주 7 - 발리케시르주 8 - 빌레지크주 2 | - 빙괼주 3 - 비틀리스주 3 - 볼루주 3 - 부르두르주 3 - 부르사주 18 - 차나칼레주 4 - 창키리주 2 - 초룸주 4 - 데니즐리주 7 - 디야르바키르주 11 - 에디르네주 3 - 엘라지주 5 | - 에르진잔주 2 - 에르주룸주 6 - 에스키셰히르주 6 - 가지안테프주 12 - 기레순주 4 - 귀뮈샤네주 2 - 하카리주 3 - 하타이주 10 - 이스파르타주 4 - 메르신주 11 - 이스탄불주 제1구 30 - 이스탄불주 제2구 27 | - 이스탄불주 제3구 28 - 이즈미르주 제1구 13 - 이즈미르주 제2구 13 - 카르스주 3 - 카스타모누주 3 - 카이세리주 9 - 키르클라렐리주 3 - 키르셰히르주 2 - 코자엘리주 11 - 코니아주 14 - 퀴타히아주 5 - 말라티아주 6 | - 마니사주 10 - 카흐라만마라시주 8 - 마르딘주 6 - 물라주 6 - 무시주 4 - 네브셰히르주 3 - 니데주 3 - 오르두주 6 - 리제주 3 - 사카리아주 7 - 삼순주 9 - 시이르트주 3 | - 시노프주 2 - 시바스주 5 - 테키르다주 6 - 토카트주 5 - 트라브존주 6 - 툰젤리주 2 - 샨리우르파주 12 - 우샤크주 3 - 반주 8 - 요즈가트주 4 - 종굴다크주 5 - 악사라이주 3 | - 바이부르트주 1 - 카라만주 2 - 키리칼레주 3 - 바트만주 4 - 시르나크주 4 - 바르틴주 2 - 아르다한주 2 - 이디르주 2 - 얄로바주 2 - 카라뷔크주 2 - 킬리스주 2 - 오스마니예주 4 - 뒤즈제주 3 |

### 정당
2011년 3월 5일 튀르키예 최고선거위원회는 오는 6월 12일 총선에 참여하는 정당이 다음 12개 정당이라고 발표했다.
| - 대안당 (Alternatif Parti, AP) - 튀르키예 공산당 (Türkiye Komünist Partisi, TKP) - 민주당 (Demokrat Parti, DP) - 민주좌파당 (Demokratik Sol Parti, DSP) - 평등민주당 (Eşitlik ve Demokrasi Partisi, EDP) - 지복당 (Saadet Partisi, SP) - 자유연대당 (Özgürlük ve Dayanışma Partisi, ÖDP) - 대통합당 (Büyük Birlik Partisi, BBP) - 조국당 (Yurt Partisi, YURT-P) - 독립튀르키예당 (Bağımsız Türkiye Partisi, BTP) - 정의개발당 (Adalet ve Kalkınma Partisi, AKP) - 노동당 (Emek Partisi, EMEP) - 자유민주당 (Liberal Demokrat Parti, LDP) - 국민당 (Millet Partisi, MP) | - 민족보수당 (Milliyetçi ve Muhafazakar Parti, MMP) - 민족운동당 (Milliyetçi Hareket Partisi, MHP) - 새로운당 (Yeni Parti, YP) - 평화민주당 (Barış ve Demokrasi Partisi, BDP) - 국민진보당 (Halkın Yükselişi Partisi, HYP) - 국민의 목소리당 (Halkın Sesi Partisi, HAS Parti) - 공화인민당 (Cumhuriyet Halk Partisi, CHP) - 권리평등당 (Hak ve Eşitlik Partisi, HEPAR) - 권리자유당 (Hak ve Özgürlükler Partisi, HAKPAR) - 정로당 (Doğru Yol Partisi, DYP) - 튀르키예당 (Türkiye Partisi, TP) - 노동자당 (İşçi Partisi, İP) - 청년당 (Genç Parti, GP) |

아홉 개의 소규모 정당에서는 선거전략을 바꾸기로 결정했다. 선거에서 무소속 후보로 출마하거나, 연대를 이루어 하나의 정당으로 출마하는 것이다.
2011년 4월 19일, 최고선거위는 자유연대당과 새로운당이 시한 내에 필수 요건을 갖추지 못했다고 밝혔다. 따라서 선거에 참여하게 된 정당 수는 15개로 줄었다.

## 선거 운동

### 정의개발당
여당인 정의개발당 (AKP)은 6월 12일 선거를 앞두고 수많은 출마 신청이 이뤄지면서 1500만 튀르키예 리라에 달하는 수입을 거두게 되었다. 가장 많은 여성 의원이 속한  당이기도 했던 정의개발당은 다음 국회에는 그 수를 보다 늘리기로 계획했다. 의원 4~5인이 선출되는 각 주마다, 선거 기간 여성 후보를 적어도 한 명씩은 모두 낸다는 것이 목표였다. 정의개발당 소속으로 지원한 후보자수 5,599명 가운데 855명은 여성 후보, 315명은 장애인 후보였다. 남성 지원자에게는 3,000리라를 부과하도록 한 반면 여성 지원자는 그 절반인 1,500리라를 부과했고, 장애인 지원자는 지원비를 면제하도록 했다. 그 결과로 지원비로 당에 들어온 돈은 총 1485만 리라였다. 하지만 에르도안 당 대표는 선거 후에도 이 수익이 정의개발당 은행 계좌에 남는 것은 아니라면서, 당 후보등록 명단에 오르지 못한 지원자에게는 지원비를 환불해 줄 것이라고 해명했다.
정의개발당 후보로 지원한 핵심 인물로는 볼칸 보즈키르 대사, 무아메르 귈레르 튀르키예 유럽 연합 사무국장 및 전 이스탄불 주지사 등이 있었다.
2011년 4월 12일은 총선 의원 후보 정당명부의 상위 선거위 제출 마감 기한이었다. 세번째 연임을 노리는 에르도안 총리는 당이 활력을 되찾도록 이번 총선에서는 당 원내 의원 중 절반을 명부에서 제외했다. 기존의 국회 의석 333석 중 146석만 지명하면서 이번 총선에서 정의개발당이 다시금 정권을 잡도록 했다. 정의개발당 후보 전체 550명 중에서 대학 학위가 있는 사람은 514명이었다. 그 중에서 장애도 있는 후보도 11명이 있었다. 당 주요 인물들은 본인의 지역구 자리를 지킨 가운데, 당내 장관들은 당에서 이전보다 더 큰 표를 끌어오겠다고 했던 해안 지역구로 각각 자리를 옮겨 출마하는 경우가 많았다.
5월 4일 에르도안 대표가 카스타모누에서 유세 집회를 하는 과정에서 경찰 수송차를 여럿이 습격해 폭행하는 사건이 일어나, 한명이 사망하고 다른 한명이 부상당하는 일이 있었다. 에르도안 대표가 사건과 관련해 다른 집회에서 "분리주의자들"이라며 목소리를 높이자 쿠르드 노동자당은 사건에 대해 책임지라고 주장했다.
- 정의개발당의 선거 유세 지도
- 4월 22일: 바이부르트, 귀뮈샤네
- 4월 24일: 베이코즈, 실레, 제크메쾨이, 산작테페
- 4월 30일: 무시, 이디르
- 5월 2일: Arnavutköy, Sultangazi
- 5월 3일: Esenyurt, Beylikdüzü, Büyükçekmece
- 5월 4일: Kastamonu, Amasya
- 5월 5일: Adana, Osmaniye
- 5월 7일: Yığılca, Düzce, 종굴다크
- 5월 8일: Kilis, Kahramanmaraş
- 5월 10일: Afyon, Kütahya
- 5월 11일: Çorlu, Lüleburgaz, Edirne
- 5월 12일: 발리케시르, 얄로바
- 5월 13일: 마니사, 데니즐리
- 5월 14일: 리제, 기레순
- 5월 15일: 우샤크, 안탈리아
- 5월 16일: 시텔레르, 케치외렌, 신잔
- 5월 17일: 요즈가트, 말라티아
- 5월 18일: 토카트, 초룸
- 5월 19일: 시르트
- 5월 20일: 카르스, 반
- 5월 21일: 하카리, 산리우르파
- 5월 22일: 코카엘리, 부르사
- 5월 24일: 시르나크, 바트만
- 5월 25일: 키리칼레, 네브셰히르
- 5월 26일: 니데, 아크사라이
- 5월 27일: 아이딘, 물라
- 5월 28일: 하타이, 에스키셰히르
- 5월 29일: 카이세리, 앙카라
- 5월 30일: Ümraniye, Ataşehir, Kartal, Çağlayan
- 5월 31일: Trabzon, 오르두
- 6월 1일: Diyarbakır
- 6월 2일: 이스파르타, 메르신
- 6월 3일: 코니아, 삼순
- 6월 4일: Adana, 이즈미르
- 6월 5일: Sakarya, 이스탄불
- 6월 6일: Çankırı
- 6월 7일: Adıyaman, Mardin
- 6월 8일: Elazığ, Bingöl
- 6월 9일: Sivas, Gaziantep
- 6월 10일: Erzurum, Ağrı
- 6월 11일: Tuzla, Maltepe, Üsküdar

### 공화인민당
한편 2011년 총선은 케말 클르치다로을루가 공화인민당 (CHP) 대표로 나선 첫 총선이었다. 데니즈 바이칼 전 공화인민당 대표는 26%의 득표를 한 여론조사 결과에 따라, 2010년 5월 대표직에서 사임하고 공화인민당을 탈당했다. 뒤를 이은 클르치다로을루 대표 역시 2011년 총선에서 성공적인 결과를 거두지 못하게 된다면 자신도 사임할 것이라고 선언했다. 다만 그는 선거 승리를 위한 전략이 무엇인지 자세히 밝히지 않았다. 제1야당인 공화인민당의 6월 총선 출마 후보자로 지원한 사람은 모두 3,500명이었다. 지원비는 남성 후보가 3,000 튀르키예 리라, 여성 후보가 2,000리라, 그중에서 장애가 있는 후보는 500리라를 내도록 했다. 후보 지원자 중에는 데니즈 바이칼 전 공화인민당 대표와 에르제네콘 소속으로 체포됐던 용의자 무스타파 발바이, 메흐메트 하베랄이 있었다.
공화인민당은 29개 주에서 예비 선거를 실시했다. 제1야당 자리를 재정립하고 탈바꿈하는 것을 추구하고 있던 케말 클르치다로을루 당 대표는 공화인민당 453인 후보 명단에 현 의원 78인을 제외하는 등의 손질을 가하여 과거와의 단절을 분명히 했다. 공화인민당 후보 명단에는 조국당, 정로당, 튀르키예당 등 중도우파 정당 당원이었던 정치인 11명도 들어갔다. 2002년 총선 후 이들 정당이 사실상 몰락하자 중도우파 성향의 유권자들은 정의개발당으로 몰려간 적이 있었다. 명단에 오르지 못한 당 주류계 인물들은 이를 두고 공화인민당을 향해 "의원 감축에 꼼수를 쓰고 있다"며 비난했다.

## 여론 조사
2009년 지선에서 여당인 정의개발당은 39%의 표를 얻었다. 2위인 공화인민당은 23% 득표를, 3위인 민족운동당은 16% 득표를 확보했다. 2011년 총선이 다가오면서 각 여론 조사 기관은 정의개발당의 지지율이 증가하고 있다며, 그 비율은 42%에서 51% 사이를 보였다고 전했다. 공화인민당의 경우는 25%에서 30%였다. 민족운동당은 대부분 10%에서 14%의 지지율을 보였다.

## 결과

### 전국 결과
사전 선거 결과는 2011년 6월 12일 오후 6시 30분 (UTC+02)에 발표됐다. 공식 선거 결과는 모든 표가 집계된 뒤에 발표되었다.
| 정당                                      | 정당          | 정당                                       | 정당                     | 득표       | 득표   | 득표 | 의석   | 의석   | 의석              | 의석            |
| 약명                                      | 약명          | 정당명 튀르키예어                          | 대표                     | 득표수     | %      | 변동 | 당선인 | %      | ± (6월 11일 기준) | ± (2007년 기준) |
| ----------------------------------------- | ------------- | ------------------------------------------ | ------------------------ | ---------- | ------ | ---- | ------ | ------ | ----------------- | --------------- |
|                                           | AKP           | 정의개발당 Adalet ve Kalkınma Partisi      | 레제프 타이이프 에르도안 | 21,399,082 | 49.83  | 3.25 | 327    | 59.45  | 4                 | 14              |
|                                           | CHP           | 공화인민당 Cumhuriyet Halk Partisi         | 케말 클르치다로을루      | 11,155,972 | 25.98  | 5.10 | 135    | 24.55  | 33                | 23              |
|                                           | MHP           | 민족운동당 Milliyetçi Hareket Partisi      | 데블레트 바흐첼리        | 5,585,513  | 13.01  | 1.30 | 53     | 9.64   | 19                | 18              |
|                                           |               | 무소속 Bağımsızlar                         | 무소속 Bağımsızlar       | 2,819,917  | 6.57   | 1.33 | 35     | 6.36   | 15                | 8               |
|                                           | SP            | 지복당 Saadet Partisi                      | 무스타파 카말라크        | 543,454    | 1.54   | 1.07 | 0      | 0.00   | 0                 | 0               |
|                                           | HAS           | 국민의 목소리당 Halkın Sesi Partisi        | 누만 쿠르툴무슈          | 329,723    | 0.77   | 신당 | 0      | 0.00   | 신당              | 신당            |
|                                           | BBP           | 대통일당 Büyük Birlik Partisi              | 얄친 토프추              | 323,251    | 0.75   | 빈칸 | 0      | 0.00   | 빈칸              | 빈칸            |
|                                           | DP            | 민주당 Demokrat Parti                      | 나미크 케말 제이베크     | 279,480    | 0.65   | 4.77 | 0      | 0.00   | 0                 | 0               |
|                                           | HEPAR         | 권리평등당 Hak ve Eşitlik Partisi          | 오스만 파무코을루        | 124,415    | 0.29   | 신당 | 0      | 0.00   | 신당              | 신당            |
|                                           | DSP           | 민주좌파당 Demokratik Sol Parti            | 마숨 튀르케르            | 108,089    | 0.25   | 빈칸 | 0      | 0.00   | 6                 | 빈칸            |
|                                           | DYP           | 정로당 Doğru Yol Partisi                   | 체틴 외자치크괴즈        | 64,607     | 0.15   | 신당 | 0      | 0.00   | 신당              | 신당            |
|                                           | TKP           | 공산당 Türkiye Komünist Partisi            | 에르칸 바슈              | 64,006     | 0.15   | 0.08 | 0      | 0.00   | 0                 | 0               |
|                                           | MP            | 국민당 Millet Partisi                      | 아브쿠트 에디발리        | 60,716     | 0.14   | 신당 | 0      | 0.00   | 신당              | 신당            |
|                                           | MMP           | 민족보수당 Milliyetçi ve Muhafazakâr Parti | 아흐메트 레이즈 일마즈   | 36,188     | 0.08   | 신당 | 0      | 0.00   | 신당              | 신당            |
|                                           | EMEP          | 노동당 Emek Partisi                        | 셀마 귀르칸              | 32,128     | 0.07   | 0.00 | 0      | 0.00   | 0                 | 0               |
|                                           | LDP           | 자유민주당 Liberal Demokrat Parti          | 젬 토케르                | 15,222     | 0.04   | 0.06 | 0      | 0.00   | 0                 | 0               |
|                                           |               |                                            |                          |            |        |      |        |        |                   |                 |
| 총합                                      | 총합          | 총합                                       | 총합                     | 42,941,763 | 100.00 |      | 550    | 100.00 | 0                 | 0               |
|                                           |               |                                            |                          |            |        |      |        |        |                   |                 |
| 유효표                                    | 유효표        | 유효표                                     | 유효표                   | 42,941,763 | 98.16  | 0.95 |        |        |                   |                 |
| 무효/공표                                 | 무효/공표     | 무효/공표                                  | 무효/공표                | 973,185    | 1.84   | 0.95 |        |        |                   |                 |
| 전체 투표율                               | 전체 투표율   | 전체 투표율                                | 전체 투표율              | 43,914,948 | 83.16  | 1.09 |        |        |                   |                 |
| 투표 비참여                               | 투표 비참여   | 투표 비참여                                | 투표 비참여              | 8,891,374  | 16.84  | 1.09 |        |        |                   |                 |
| 등록 유권자수                             | 등록 유권자수 | 등록 유권자수                              | 등록 유권자수            | 52,806,322 |        |      |        |        |                   |                 |
|                                           |               |                                            |                          |            |        |      |        |        |                   |                 |
| 출처: 튀르키예 최고선거위원회 (전체 결과) |               |                                            |                          |            |        |      |        |        |                   |                 |

### 분석
여당인 정의개발당의 레제프 타이이프 에르도안 총리는 총선에서 세번째 연임을 확보하게 되었다. 에르도안 총리는 세 번의 선거에서 연속 승리하면서도 각 선거에 이전 선거보다 더 많은 표를 받은 튀르키예 역사상 최초이자 유일한 총리가 되었다. 선관위가 표 집계를 마치자, 튀르키예의 새 국회에 들어설 정당은 총 네 개 당인 것으로 드러났다. 정의개발당은 50%의 지지율에 힘입어 과반 내각을 구성할 수 있게 되었으며, 원내 정당 자리에는 야당이었던 공화인민당, 민족운동당, 평화화합당이 다시 합류하게 되었다. 정의개발당이 얻은 의석 327석은 원내 여타 정당의 지지 없이도 개헌 투표를 요청할 수 있는 의석인 330에는 살짝 못 미치고, 국민 투표 없이 튀르키예의 1982년도 군 헌법을 개정할 수 있는 3분의 2의 과반 의석인 367석에는 더더욱 도달하지 못했다.
정의개발당 고위 당원으로는 총 73명이 이번 선거에서 마지막으로 당선됐다. 당칙상으로는 최대 세번 연임까지만 의원직에 오를 수 있다고 정해놓았다. 레제프 타이이프 에르도안 총리, 메흐메트 알리샤힌 국회의장, 뷜렌트 아뷜렌트 아른치, 제밀 치체크, 알리 바바잔 부총리, 베시르 아탈라이, 파루크 첼리크, 메흐메트 메흐디 에케르, 사둘라흐 에르긴, 에게멘 바으슈, 니메트 추북추, 하야티 야즈즈, 베지디 괴뉠, 타네르 이을드즈, 니하트 에르귄, 비날리 이을드름, 레제프 아크다 장관은 차기 총선 후보에 나서지 못하게 되었다.
원내 제2당은 공화인민당으로, 25.9%를 득표했다. 민족운동당은 13% 득표로 원내 진입에 필요한 최소 의석 비율인 10% 기준선을 넘었다. 노동민주자유연합 동맹 (권리자유당, 참여민주당, 노동당을 비롯한 여러 정당이 모인 연합)에 속해 쿠르드 평화민주당의 지지를 받았던 무소속 후보 35인도 당선됐다. 레일라 자나 (50) 의원은 1991년 초선으로 입성한 지 20년 만에 다시 당선되어 국회로 돌아가게 되었다.
아시리아계 전 변호사 에롤 도라 의원은 평화민주당의 지지를 받지만 무소속으로 출마해 당선되었는데 아시리아인 출신 국회의원으로는 사상 처음이자, 기독교 신자 국회의원으로는 1960년 (아르메니아계였던 미기르디쉬 셸레피안 의원이 1955년부터 1960년까지 재직) 이래 처음이었다.
여성 의원 수는 46명에서 78명으로 뛰어올랐다. 정당별로 살펴보면 정의개발당이 44명으로 1위였다. 그리고 나머지는 공화인민당 20명, 민족운동당 3명, 쿠르드 평화민주당이 지지하는 무소속 후보 11명이었다.
국회의원 중 최고령자는 오크타이 에크쉬 공화인민당 의원으로, 1961년 제헌의회 당시 최연소 의원이었다. 이에 따라 에크쉬 의원은 개회 선서가 이루어지는 동안 임시 의장으로 있을 예정이다. 최연소 의원은 비발 마시트 정의개발당 의원 (27)이었다.
하티프 디클레 의원 (평민당)은 테러 선전을 유포했다는 혐의로 유죄가 선고된 것에 대해 항소를 했으나 이 역시 유죄가 인정되면서 국회의원직이 박탈되게 되었다. 그의 의석은  오이아 에로나트 정의개발당 의원에게 돌아갔다. 디클레 의원이 퇴출된 것을 계기로 나머지 평민당 의원들도 항의 차원에서 의회에 나오지 않을 것이지만, 그렇다고 해서 디클레 의원이 의회로 다시 돌아오지는 못할 것이라는 추측이 여럿 있었다. 정의개발당과 공화인민당은 이번 경우에 한해 디클레에게 의원직을 주도록 한다는 법 개정에 모두 찬성했다. 이미 지난 2003년에도 이와 비슷한 일이 에르도안 의원에게 일어났었는데, 그때도 의원직을 허용토록 하는 법 개정이 이뤄졌었다.
공화인민당 의원이 된 기자 무스타파 발바이와 학자 메흐메트 하베랄은 당시 에르제네콘 조직에 관여하였다는 혐의로 감옥에 수감되어 있었다. 이들에 대한 석방 신청이 이뤄졌지만 유예되었고, 공화인민당 측에서는 강한 저항에 나서 판결에 불복하고 항소할 뜻을 밝혔다.
민족운동당과 공화인민당은 의회 개회식에 불참하였는데 디클레 의원의 의석 상실과 더불어, 그밖에 여덟 의원이 투옥 기간과 겹쳐 참석을 거부했기 때문이었다. 민족운동당과 공화인민당은 이 여덟 의원의 투옥기간에 대해 정치적이라고 해석한 바 있다.

## 반응

### 국제 기구
- 아랍 연맹 - 아므르 모우사 사무국장은 페이스북을 통해 레제프 타이이프 에르도안 총리, 아흐메트 다부톨루 외교부 장관과 튀르키예 국민들에게 이 "역사적인 순간"을 축하한다고 전했다. 그는 또 자국을 탈출한 시리아 난민에게 튀르키예-시리아 국경을 개방해준 튀르키예 정부에게 감사를 표했다.[20]
- 유럽 연합 - 리아 오먼라위턴 유럽 의회 튀르키예 조사위원은 에르도안 총리와 정의개발당에게 축하 인사를 전하고 세번내로 집권하게 된 정의개발당 정부가 중요한 책임을 쥐고 있다고 밝혔다. 라위턴 위원은 튀르키예 정부가 EU 가입 절차와 개혁에 충실할 것을 바란다고 전했다.[21] 조제 마누엘 두랑 바호주 유럽 연합 집행위원회 위원장과 헤르만 반 롬푀이 유럽 이사회 의장은 일요일에 치라진 선거에서 압도적인 승리를 이뤄낸 에르도안 총리에게 공동 전문을 보내, "선거의 결과는 튀르키예의 민주제는 물론 튀르키예의 근대화를 지속적으로 강화하는 길을 닦아놓았다"고 말했다.[22] 예지 부제크 유럽 의사회 의장은 월요일이 되어 지난 일요일 선거의 정의개발당 승리에 대해 에르도안 총리에게 축하했다. 부제크 의장은 전문을 통해 그러한 대승리는 더 많은 개혁을 단행하는 데 큰 책임감이 필요하다는 것을 뜻하기도 한다고 말했다.[23]
- 유럽 이사회 - 메블뤼트 차부숄루 유럽 이사회 의회 (PACE) 의장은 에르도안 총리에 대한 더 큰 경의를 표하며, 선거가 민주적이고도 투명하게 진행되었다는 점에 주목했다.[23]
- OIC - 영국 런던에서 진행된 아나돌루 통신과 OIC 간의 인터뷰에서 에크멜레딘 이흐사노글루 OIC 의장은 일요일 튀르키예 총선 결과에 관해 언급했다. 그는 "튀르키예 국민들은 선거마다 매번 중요한 메시지를 던졌다. 하지만 이러한 메시지를 정치인들과 새로운 의회가 잘 새겨듣고, 그에 맞추어 행동을 취해야 할 것이다. 이것이 가장 핵심이다."라고 말했다.[21]

그 외
- 유럽 인민당 - 윌프레드 마튼 유럽인민당 대표는 레제프 타이이프 에르도안의 3연속 총선 승리를 축하했다. 마튼 당대표는 "우리는 이번의 새 과정을 통해 튀르키예가 유럽 연합에 좀 더 가까워지길 바란다"고 밝혔다.[24]
- 사회민주진보동맹 - 마틴 슐츠 사민진 대표는 총선 결과를 환영하며, "이번 선거 결과로 튀르키예는 정치적 안정성을 유지하고 유럽 연합과의 더 큰 통합을 목표로 국가를 근대화하는 길을 계속해서 나아갈 수 있게 되었다"고 말했다.[25]

### 국가
- 아프가니스탄 - 하미드 카르자이 대통령은 에드로안 총리에게 일요일 선거에서 정의개발당이 승리한 것에 대해 축하 전문을 보냈다.[26]
- 알바니아 - 바미르 토피 대통령은 에르도안 총리에게 승리 축하 전문을 보냈다.[26] 한편 살리 베리샤 총리도 에르도안 총리에게 승리를 축하했다.[27]
- 아제르바이잔 - 일함 알리예프 대통령은 지난 일요일 에르도안 총리에게 전화를 걸어 압도적인 차이로 승리한 것에 대해 축하했다. 알리예프 대통령은 또한 에르도안 총리에게 "서로간의 미래 협력 가능성"을 같이 숙고하고 나아가 발전시키자고 요청했다.[28]
- 중국 - 홍레이 외교부 대변인은 에르도안 총리에게 축하를 건네면서, 지난 몇 년 사이 중-터 관계, 그리고 2010년에 시작된 두 국가 간 전략적 파트너십이 발전해 왔다고 말했다.[29]
- 이집트 - 에삼 샤라프 총리는 튀르키예 측에 전화를 걸어 튀르키예 총선에서 승리한 것을 축하했다. 샤라프 총리는 이집트의 튀르키예와의 관계 강화 및 모든 영역에서의 지식 교환에 대한 이집트의 열을 표시했다. 샤라프 총리는 에르도안 총리에게 모하메드 후세인 탄타위 육군 원수 겸 이집트군 최고위원회 의장의 인사도 전달했다.[30]
- 프랑스 - 니콜라 사르코지 대통령은 에르도안에게 선거 승리에 관한 전문을 보냈다. 전문에서 사르코지 대통령은 터-프 간 협력을 더욱 강화하고 싶다면서, 2월에 자신이 앙카라를 방문하는 동안 양국은 모든 분야에서 협력을 더욱 강화하고 세계적, 지역적 문제에 의견을 교환한다는 의지를 확인했다고 말했다. 또한 프랑스는 자국의 중요한 동반자이자 동맹국인 튀르키예와 함께 국가의 안정과 번영을 확립하고 싶다고 말했다.[31]
- 독일 - 앙겔라 메르켈 총리는 에르도안 총리에게 친서를 통해 축하를 건네고 근대화 정책을 높이 평가했다. 메르켈 총리는 "지난 몇 년 간 이뤄진 근대화 정책의 성공이 선거 결과에 반영된 것"이라고 말했다.[32]
- 조지아 - 미헤일 사카시빌리 대통령은 튀르키예 총리에게 정의개발당의 총선 승리를 축하했다. 월요일에 레제프 타이이프 에르도안 총리에게 보낸 전문에서 사카시빌리 대통령은 정의개발당의 압도적인 선거 승리를 환영했다.[26]
- 그리스 - 요르요스 파판드레우 총리는 에르도안 총리에게 전화를 걸어 승리를 축하했다.[26]
- 이탈리아 - 실비오 베를루스코니 총리는 에르도안 총리에게 정당이 선거에서 성공을 거둔 것을 축하했다.[23]
- 이란 - 마무드 아마디네자드 대통령은 에르도안 총리에게 전문을 보내, 일요일 선거에서 정의개발당이 승리한 것을 첫머리에서 축하했다.[21]
- 이라크 - 잘랄 탈라바니 대통령은 에르도안 총리를 축하하고 선거 결과는 튀르키예 국민들이 정의개발당의 집권을 발전과 번영으로 가는 최선의 길로 바라보고 있음을 보여줬다고 말했다. 또한 선거 결과가 튀르키예 국민들이 민족과 사회 현안에 관한 문제를 해결할 정책과 자주, 정의, 원칙를 중심으로 둔 외교 정책, 그리고 민주주의를 전제로 한 가치를 지지한다는 것을 보여주었다고 말했다.[33]
- 이스라엘 - 베냐민 네타냐후 총리는 튀르키예의 '자유롭고 민주적인' 선거를 환영하며 상호 관계를 증진시키고 싶다고 전했다. 이어 네타냐후 총리는 "중동 지역에서는 자유롭고 공정한 선거를 치룰 수 있다는 보장이 거의 없기에 기쁘다"고 말했다.[34]
- 카자흐스탄 - 카림 마시모프 총리는 월요일 에르도안 총리에게 전문을 보내 일요일 선거에서 정의개발당이 선거 승리를 거둔 것에 대해 축하를 건넸다.[35]
- 키르기스스탄 - 알마즈베크 아탐바예프 총리는 에르도안 총리에게 축하 인사를 건네고, 총리의 "현명한 관리 능력" 하에 이뤄진 튀르키예의 발전이 튀르키예 국민들의 성공과 번영을 이끈 요인이라고 강조했다.[33]
- 레바논 - 사드 하리리 전 총리는 배포 보도자료에 따르면 레제프 타이이프 에르도안 튀르키예 총리와 연락해 일요일 튀르키예 총선거에서 당과 총리가 승리한 것을 축하했다.[36]
- 멕시코 - 펠리페 칼데론 대통령은 에르도안 총리에게 전화를 걸어 축하를 전했다.[23]
- 오만 - 카부스 빈 사이드 알사이드 국왕은 튀르키예의 총리이자 정의개발당 의장인 레제프 타이이프 에르도안에게 전보를 보내어, 튀르키예에서 치러진 선거에서 에르도안 총리의 당이 승리를 거둔 것을 축하했다. 알사이드 국왕은 에르도안 총리에게 진심으로 축하함과 동시에 성공을 소원하고, 친절한 튀르키예 국민들을 위해 에르도안 총리가 더 큰 발전을 이룩해줄 것을 기원했다.[37]
- 파키스탄 - 유사프 라자 길라니 총리는 튀르키예 측에 전화를 걸어 선거에서 큰 승리를 거둔 것에 대해 에르도안 총리에게 축하한다고 전했다. 자신과 자신의 가족은 물론 파키스탄 정부와 국민들을 대신하여 튀르키예 총리에게 축하 인사를 건넨 길라니 총리는 정의개발당의 인상적인 선거 승리가 곧 민주주의의 승리를 보여준다고 말했다. 이어 "세 번 연속으로 선거에서 승리한 것은 튀르키예인들이 에르도안 총리의 리더십과 정부 정책에 거는 신뢰감이 매우 크다는 것을 말해준다"고 말했다. 또한 길라니 총리는 양국이 지역 문제나 국제 현안에 대해서 공통된 시각을 갖고 있는 형제국이기에, 에르도안 총리의 관리 하에 튀르키예와의 관계가 더더욱 강화되길 바란다고 말했다.[38]
- 팔레스타인 자치 정부 - 마흐무드 압바스 대통령은 압둘라 굴 튀르키예 대통령과 레제프 타이이프 에르도안 총리 및 정의개발당 의장에게 편지를 보내어 선거 승리를 축하했다. 압바스 대통령은 "튀르키예의 굳게 확립된 지위, 그리고 자유와 팔레스타인 독립국 건국을 위해 싸우는 우리의 노력과 우리 국민들에게 보내는 지지"를 높이 평가한다고 전했다.[39]
- 카타르 - 하마드 빈 칼리파 알 타니 국왕은 압둘라 굴 대통령과 레제프 타이이프 에르도안 총리에게 전화 통화를 했다. 이 대화에서 국왕은 정의개발당의 일요일 총선 승리를 축하하고 카타르와 튀르키예 간의 관계에 대해서 논의했다.[40]
- 러시아 - 블라디미르 푸틴 총리는 에르도안 대통령에게 선거 승리를 축하했다. 푸틴 총리는 "투표 결과는 귀하에 대해 총리로서의 훌륭함이 널리 인정받고 있으며 튀르키예 공화국의 사회 경제분야에서 실질적인 성과를 이루었음을 증명한 것이다. 본인은 귀하와 귀하의 정당이 양국간의 동반자 관계를 강화하는 데 있어 주된 기여를 했음을 특히 강조하고 싶다. 그 일환으로 러시아는 상호적 이익 파트너십을 더욱 진전시키기 위하여 귀하와 더욱 가까이 협력할 준비가 되어 있으며, 기꺼이 나설 것이다. 본인은 마음 깊은 곳으로부터 귀하의 건강과 행복, 그리고 새로운 성취와 정의개발당의 승리를 기원한다"고 밝혔다.[41] 드미트리 메드베데프 대통령도 에르도안 총리에게 축하 인사를 보냈다. 러시아 대통령 대변인은 정의개발당 집권 기간 동안 러시아-튀르키예 관계가 훌륭한 발전을 이루어 나갔으며 크렘린은 튀르키예 당국과 여러 분야에서 협력하길 고대하고 있다고 밝혔다.[42]
- 스페인 - 호세 루이스 로드리게스 사파테로 총리는 일요일 밤에 튀르키예 측에 서한을 보내, 일요일 선거에서 정의개발당이 승리한 것에 관해 에르도안 총리에게 축하한다고 전했다. 총리는 서한에서 "정의개발당의 3연속 승리는 튀르키예 국민들이 에르도안 대통령과 그의 정부에 신뢰를 보내고 있다는 확실한 증거"라며, 스페인과 튀르키예 사이의 관계가 "완벽"하고 튀르키예의 새로운 임기가 양국 간의 관계를 더욱 강화할 계기를 제공할 것이라고 밝혔다.[26]
- 스웨덴 - 칼 빌트 외무장관은 튀르키예의 선거가 레제프 타이이프 에르도안 총리와 정의개발당의 인상깊은 승리로 끝났다고 말했다. 자신의 인터넷 홈페이지에 게시된 글을 통해 빌트 장관은 총선 승리가 에르도안과 정의개발당에게 축하 인사를 보낼 사유라고 밝혔다. 빌트 장관은 또한 "최근 튀르키예의 성장하는 경제, 활발한 외교 정책, 그리고 아랍 세계에서의 입지를 높이려는 자세가 튀르키예인들에게 미래를 향한 강한 지지를 더 키우게 만들도록 했다, 이제부터 중요한 것은 새롭고 더욱 민주적인 헌법"이라고 밝혔다.[23]
- 시리아 - 바샤르 알아사드 대통령은 에르도안 총리에게 전화로 총선 승리를 축하했다. 아사드 대통령이 에르도안 총리에게 축하 차 시작된 통화에서 대화 주제는 시리아의 폭력 사태와 개혁에 관한 내용으로 이어졌다. 에르도안 총리는 아사드 대통령에게 개혁 일정을 수립하여 긴급히 시행해야 한다고 말했다.[43] 다음날, 바샤르 알아사드 대통령은 하산 투르크마니를 대표로 시리아 대표단을 튀르키예의 수도 앙카라로 보냈고, 대표단은 레제프 타이이프 에르도안 총리를 접견했다.[44]
- 우크라이나 - 빅토르 야누코비치 대통령은 공식 홈페이지에 에르도안 총리에게 보내는 축하 서한을 게시했다. 그는 "이번 승리는 총리님과 정당이 민주 국가로서의 튀르키예를 발전시키고 튀르키예 국민들의 이익을 보장하기 위해 노력한 데에 튀르키예 국민들이 지지한다는 신호"라고 밝혔다. 야누코비치 대통령은 튀르키예와의 돈독한 관계를 증진시키고, 최근 튀르키예 총리의 키예프 순방으로 츨범된 양국 간의 전략적 관계를 강화하길 우크라이나는 원하고 있다고 밝혔다.[45]
- 아랍에미리트 - 할리파 빈 자이드 나히얀 대통령은 레제프 타이이프 에르도안 대통령에게 축하 서한을 보냈다. 아랍에미리트의 부통령이자 총리인 무하마드 빈 라시드 알막툼 두바이 국왕도 에르도안에게 비슷한 서한을 보냈다. 무하마드 빈 자이드 나히얀 아부다비 왕세자 및 국군 최고부사령관도 튀르키예 의회 측에 선거 승리를 축하한다는 인사를 보냈다.[46]
- 영국 - 데이비드 캐머런 총리는 에르도안 총리에게 전화를 걸어 승리를 축하했다. 두 정상은 서로 연대하여 리비아의 국가 원수 무아마르 카다피를 압박하기 위한 양국간 접촉을 하기로 결정했다. 캐머런 총리는 에르도안 총리에게, 특히 다음 달 튀르키예에서 리비아 회담이 조직 및 개최된다는 점에서, 튀르키예가 리더 역할을 맡아 기쁘다고 말했다.[21]
- 미국 - 버락 오바마 대통령은 마이애미에서 푸에르토리코로 가던 대통령 전용기에서 에르도안 총리에게 전화를 걸어, 50%의 득표로 세번째 총리 임기를 잇게 된 역사적인 총선 대승을 축하했다. 제이 카니 백악관 대변인은 "대통령께서는 총리에게 전화를 걸어 당의 총선 승리를 축하했다"고 답했다.[47]

그 외
- 북키프로스 - 데르비슈 에로을루 북키프로스 공화국 대통령은 에르도안에게 서신을 보내 정의개발당이 일요일 총선에서 승리를 거둔 것을 축하했다. 에로을루 대통령은 "키프로스의 튀르키예인들을 대표해서 귀하가 6월 12일 총선에서 큰 성공을 거두고 단독 정부를 성립할 기회를 얻은 것에 대해 진심으로 축하한다"고 말했다.[21]
- 코소보 - 하심 타치 총리는 에르도안에게 축하 인사를 보내면서 튀르키예의 빠른 발전과 주변국들과의 우애, 평화, 안정과 협력을 추구한다는 총리의 결단력을 바탕으로 튀르키예의 성공이 보장된다고 말했다.[33]